# التمييز ضد ثنائيي الجنس
يولد الأشخاص ثنائيو الجنس بصفات جنسية، مثل الكروموسومات، والغدد التناسلية، أو الأعضاء التناسلية، لا تتناسب وفقاً لمفوضية الأمم المتحدة للمفوض السامي لحقوق الإنسان، مع المفاهيم الثنائية النموذجية للهيئات الذكورية أو الأنثوية". "نظرًا لأن أبدانهم تُرى على أنها مختلفة، فإن أطفال ثنائيّي الجنس والكبار غالبًا ما يتم وصمهم وتعرضهم لانتهاكات متعددة لحقوق الإنسان".
تشمل المعاملة التمييزيّة قتل الرضع، والهجران، والتشويه والإهمال، فضلاً عن المخاوف الأوسع المتعلقة بالحقّ في الحياة. ويواجه الأشخاص ثنائيي الجنس تمييزًا في التعليم، والعمل، والرعاية الصحية، والرياضة، مع التأثير على الصحة العقليّة والجسديّة، وعلى مستويات الفقر، بما في ذلك نتائج الممارسات الطبّيّة الضارة.
وقد دعت الأمم المتحدة، واللجنة الأفريقية لحقوق الإنسان والشعوب، ومجلس أوروبا، ولجنة البلدان الأمريكية لحقوق الإنسان، وغيرها من مؤسّسات حقوق الإنسان، البلدانَ إلى حظر التّمييز ضد ثنائيي الجنس ومكافحة الوصمة المرتبطة بهم. فقط القليل من البلدان -حتى الآن- تحمي الأشخاص ثنائيي الجنس من التمييز أو توفّر سبل للحصول على تعويضات عن الممارسات الضارة.

## الحماية من التمييز

حماية صريحة على أساس الخصائص الجنسية
حماية صريحة على أساس الثنائية الجنسية
حماية صريحة على أساس إضافة سمة الثنائية الجنسية في خانة الجنس

أقيمت دراسة تجريبية دوليّة حصلت لأول مرة في عام 2013 تتعلق بحقوق الإنسان بين الجنسين، من قبل دان كريستيان غاتاس Dan Christian Ghattas، ووجدت أنّ ثنائيّي الجنس يتعرضون للتّمييز في مختلف أنحاء العالم. «يعاني مزدوجو الجنس أشخاصاً يعانون من» اضطراب«في جميع الأماكن التي يسود فيها الطب الغربي، فهم يُعالجون بشكلٍ أو بآخر على أنّهم مرضى أو» غير طبيعيين«، وذلك اعتمادا على المجتمع المعني.»
وتقول الأمم المتحدة آنّ الأشخاص ثنائي الجنس يعانون من وصمة العار على أساس خصائصهم البدنية، «بما في ذلك انتهاكات حقوقهم في الصحّة والسلامة الجسديّة، ويجب أن يتحرّروا من التعذيب وسوء المعاملة، وأن تتحقّق المساواة بينهم وبين أقرانهم وعدم تعرضهم للتمييز». دعت الأمم المتحدة الحكومات إلى وضع حد للتمييز ضدّ الأشخاص ثنائيي الجنس:
بعض السلطات القضائية في بعض البلدان توفّر لمزدوجي الجنس حمايةً صريحة من التعرّض للتمييز، حيث كانت جنوب أفريقيا أوّل بلد في العالم يضيف بشكل صريح «ثنائية الجنس» إلى الطبّ الشرعي. وكانت أستراليا أوّل بلد يضيف سمة مستقلة «غير محدّد» في خانة الجنس لدى السلطات القضائية في البلاد. وتُعتبر مالطة أول بلد يتبنّى إطاراً واسعاً من الخصائص الجنسية وذلك من خلال التشريع الذي ينهي التعديلات على الخصائص الجنسيّة للقُصّر لاعتباراتٍ اجتماعّية وثقافيّة. ومنذ ذلك الحين حظرت البوسنة والهرسك التمييز على أساس الخصائص الجنسيّة، وحظرت اليونان أيضاً التمييز وجرائم الكراهية على أساس «الخصائص الجنسية» منذ 24 ديسمبر من عام 2015.

## حق الحياة
يواجه مزدوجو الجنس خطر إنهاء الحمل (الإجهاض) عند معرفة الوالدين بالطبيعة الجنسية للجنين ويواجهون التمييز أثناء التشخيص الوراثي قبل الزرع (PGD) بالإضافة إلى تخلّي الآباء عنهم أو إهمالهم أو أحياناً قتلهم بسبب خصائصهم الجنسية. نشر مجلس أوروبا في عام 2015 تقريراً حول حقوق الإنسان ومزدوجي الجنس، تضمّن:
تحدّثت الأخبار الصينية في عام 2015 عن حادثة تضمّنت التخلي عن رضيع بسبب خصائصه الجنسية (على الأرجح)، وقد أفادت الناشطة في مجال حقوق مزدوجي الجنس سمول لوك Small Luk من هونغ كونغ بأنّ حادثة ليست مألوفة ويرجع ذلك –بشكل جزئي- إلى فرض سياسة الطفل الواحد على العائلات الصينيّة. تمّ الإبلاغ عن العديد من حالات قتل الأطفال أو محاولة قتلهم أو إهمالهم في كلّ من الصين ، أوغندا وباكستان.
يمكن أن يتمَّ النظر إلى ولادة طفل ثنائي الجنس في كينيا على أنّها (لعنة) كما يشير عدد من التقارير، ففي عام 2015 تمّ تشوية مراهق كيني ثنائي الجنس (مهد إسماعيل) ممّا أدّى لوفاته فيما بعد، وقد سبق أن تمّ وصف مهد بأنّه لعنة على عائلته بعد ولادته.

## طبّيّاً
يواجه الأشخاص ذوو صفات الجنسين في الأماكن التي تتوفر فيها أنظمة الرعاية الصحية التي يسهل الوصول إليها ممارسات ضارّة، بما في ذلك العلاج القسريّ أو الإكراهيّ، أمّا في الأماكن التي لا توجد فيها مثل هذه الأنظمة، فقد يتمّ قتل الأطفال أو التخلّي عنهم وأحياناً تشويه أعضائهم.

## السلامة الجسدية والاستقلال الجسدي
يواجه ثنائيّو الجنس علاجًا طبيًا قسريًا أو إكراهيّاً في مرحلة الطفولة. عندما تحدث هذه العلاجات دون موافقة شخصيّة عاقلة، فإنّها تُعتبر «انتهاكاً لحقوقهم في الصحة والسلامة الجسديّة، ويجب تحريرهم من التعذيب وسوء المعاملة، وتحقيق المساواة وعدم التمييز.»
وجدت دراسة أستراليّة عام 2016 لـ 272 شخصًا ولدوا بميزات جنسية غير نمطية أنّ 60٪ منهم قد تلقّوا علاجًا طبّيًا على أساس خصائصهم الجنسيّة، نصف من يتلقون هذه المعالجات تقلّ أعمارهم عن 18 عامًا، «معظم العمليّات هي عمليّأت تناسلية (وكثير منها حدث في مرحلة الطفولة) وعمليّات تتعلق بالعلاجات هرمونية»، «ويعاني معظمهم من تأثير سلبي واحد على الأقلّ». إجمالاً، في حين حاول بعض الآباء والأطباء إعطاء السلطة للمشاركين، وجدت الدراسة «أدلّة قويّة تشير إلى وجود نمط من الشذوذ المؤسّساتيي والمعاملة القسريّة» وفقر في المعلومات حول موضوع ازدواجية الجنس وفي بعض الأوقات انعدامها بشكل كامل. لم يتم تزويد 16٪ من المشاركين في الدراسة بمعلومات عن خيار عدم علاج، وتم تزويد البعض بمعلومات مضلّلة حول طبيعة علاجهم، كما لم يتم إعطاء المعلومات حول عمليات دعم ثنائيي الجنس. تقول تقارير OII Organization Intersex International – Europe الجمعية العالمية لثنائيي الجنس في أوروبا:
غالباً ما تركّز مبرّرات التدخّل الطبي على حالة الكرب التي يتعرّض لها الوالدين، أو مشكلة الهويّة الجندريّة والميول الجنسيّة في المستقبل، وكثيراً ما يتمّ إصدار الأحكام الذاتية حول قبول مخاطر عدم الرضا الجنسي gender dysphoria في المستقبل. يعتبر المتخصّصون في المجال الطبّيّ عادةّ أنّ أسوأ النتائج تأتي عند إعادة بناء الأعضاء التناسلية في مرحلة الرضاعة عندما يطوّر الطّفل الرضيع هويّة جنسيّة مغايرة للجنس المعيّن له. وتشكّك مؤسّسات حقوق الإنسان في مثل هذه الطرق باعتبارها «مستندة إلى البنى الاجتماعيّة المبالغ بها حول النّوع الاجتماعيّ والبيولوجيا».
قد تتشابك عمليّة اتّخاذ القرار بشأن أيّ نوع من أنواع السّرطانات والمخاطر الجسمانية الأخرى مع المبرّرات «الطبيعية». ففي تقريرٍ برلمانيّ رئيسي في أستراليا، نُشر في أكتوبر 2013، «انزعجت» لجنة المراجع التابعة لمجلس الشيوخ للشؤون المجتمعية من الآثار المحتملة للممارسات الحاليّة حول علاج خطر الإصابة بالسرطان. فذكرت اللجنة: «قد تُغَلّف مسارات التدخّل السريريّة المبنية على احتماليّة خطر الإصابة بالسرطان بقرارات علاج تعتمد على عوامل أخرى، مثل الرّغبة في إجراء جراحة تطبيعيّة... يمكن اعتبار علاج السرطان علاجاً شِفائيّا بشكل لا لبس فيه، بينما قد تكون عمليّات التطبيع غير شفائيّة، وبالتالي قد لايحتاج اتّخاذ قرار حول مخاطر السرطان إلى إشراف المحكمة بينما قد تحتاج القرارات الأخرى التي تعتمد على عوامل أخرى لإشراف من المحكمة، فاللجنة تشعر بالانزعاج من الآثار المحتملة لذلك...»